# ژرار کنتن
ژرار کنتن (فرانسوی: Gérard Quintyn‎؛ زادهٔ ۲ ژانویهٔ ۱۹۴۷) دوچرخه‌سوار اهل فرانسه است.